# 伊達昌司
伊達 昌司（だて まさし、1975年8月23日 - ）は、神奈川県川崎市高津区出身の元プロ野球選手（投手）。右投右打。現在は東京都立雪谷高等学校教諭、同校野球部の助監督を経て監督。父は元プロ野球選手の伊達泰司。

## 来歴・人物

### プロ入り前
小学1年で野球を始める。法政二高時代は同期の田中亮司（法大-鷺宮製作所）と主戦投手の2本柱として2年秋に関東大会ベスト8、春は同大会準優勝。父と同じく法政大学に進み、同期の真木将樹や田中らと共に投手陣を支えた。当時、父がロッテスカウトとして活躍を見守っていた。東京六大学野球リーグ通算30試合に登板、8勝2敗、防御率1.71を記録。
法大卒業後はプリンスホテルに進み、2000年の都市対抗野球に補強選手として先発。同年廃部となり同僚の大沼幸二や長崎伸一と共にプロ入りを表明。2000年度ドラフト会議にて阪神タイガースから2巡目指名を受け、入団。社会人出身で2位指名ながら逆指名制度を利用せずに指名された唯一の選手である。

### 阪神時代
阪神では、ルーキーイヤーの2001年から先発にリリーフに活躍。同年6月17日の対横浜ベイスターズ戦では、プロ初先発で5回2失点の内容で初勝利をあげ、チームとしては1984年の池田親興以来、17年ぶりに阪神の新人のプロ初先発初勝利となった。同年は28試合に登板し、先発では7試合に登板した。4勝3敗、防御率3.75の成績を残した。
2002年は中継ぎとして41試合に登板し、防御率3.32の成績を残した。同年のシーズンオフの11月22日に山田勝彦と共に中村豊、下柳剛の複数トレードで日本ハムファイターズに移籍した。

### 日本ハム時代
2003年は開幕戦でプロ初セーブをあげるなど春先は抑えとして活躍したが、故障のためシーズン途中で戦線離脱。その間に抑えには建山義紀が起用されると復帰後は中継ぎに回った。最終的に51試合に登板し、プロ入り初の防御率2点台をマークした。
2004年は建山と共に勝ちパターンの投手として起用を予定していたが開幕前に故障離脱してしまう。復帰後は防御率1点台を記録したが、横浜ベイスターズから移籍してきた横山道哉が抑えで起用され、開幕戦で救援失敗し、二軍落ちした建山が一軍復帰後に中継ぎに回るなど新しい必勝リレーが確立したこともあり19試合の登板に終わった。
2005年3月30日に金銭トレードでリリーフ陣強化を目指した読売ジャイアンツへ移籍した。

### 巨人時代
2005年はわずか7試合の登板に終わり、リリーフ陣の駒不足を解消できなかった。
2006年5月に監督の原辰徳が伊達と縁のある野村克也が監督を務める東北楽天ゴールデンイーグルスに対し譲渡を打診したが、楽天側はこれを拒否した上、野村の元には話が届いていなかった。この年はプロ入り初の一軍登板なしに終わり、同年のシーズンオフに戦力外通告を受け、現役を引退。

### 引退後
その後、教員免許取得のため母校の法政大学へ通学、晴れて東京都の教員採用試験に合格して地方公務員となった。
神奈川県で1年間臨時講師を務め、東京都立江戸川高等学校（2010年度～2014年度）、東京都立府中西高等学校（2015年度～2018年度）を経て、2019年度から東京都立雪谷高等学校で教壇に立ちながら、野球部助監督を務めている（担当教科は社会科）。また教員免許取得と並行してパソコン検定試験準2級とマイクロソフトオフィススペシャリストのオフィスマスターの資格を取得した。教員を目指していた2008年度は臨時で巨人の寮監を務めていた。
2011年、日本学生野球協会の適性審査を受け、4月1日付で高校野球の指導者として認定された。元プロ野球選手が高校野球の指導者になるには教諭として通算2年以上の在職が必要だったが、同年2月に条件が緩和され、臨時講師の経験も教諭に準じる扱いとなり、伊達が適用第1号となった。赴任した各高校の野球部で指導を行っている。

## 詳細情報

### 年度別投手成績
| 年 度     | 球 団     | 登 板 | 先 発 | 完 投 | 完 封 | 無 四 球 | 勝 利 | 敗 戦 | セ 丨 ブ | ホ 丨 ル ド | 勝 率 | 打 者 | 投 球 回 | 被 安 打 | 被 本 塁 打 | 与 四 球 | 敬 遠 | 与 死 球 | 奪 三 振 | 暴 投 | ボ 丨 ク | 失 点 | 自 責 点 | 防 御 率 | W H I P |
| --------- | --------- | ----- | ----- | ----- | ----- | -------- | ----- | ----- | -------- | ----------- | ----- | ----- | -------- | -------- | ----------- | -------- | ----- | -------- | -------- | ----- | -------- | ----- | -------- | -------- | ------- |
| 2001      | 阪神      | 28    | 7     | 0     | 0     | 0        | 4     | 3     | 0        | --          | .571  | 293   | 69.2     | 59       | 8           | 31       | 1     | 5        | 49       | 2     | 0        | 30    | 29       | 3.75     | 1.29    |
| 2002      | 阪神      | 41    | 0     | 0     | 0     | 0        | 2     | 3     | 0        | --          | .400  | 234   | 57.0     | 49       | 5           | 14       | 0     | 5        | 40       | 3     | 0        | 25    | 21       | 3.32     | 1.11    |
| 2003      | 日本ハム  | 51    | 0     | 0     | 0     | 0        | 5     | 1     | 9        | --          | .833  | 235   | 55.1     | 49       | 3           | 29       | 0     | 5        | 16       | 1     | 0        | 17    | 16       | 2.60     | 1.41    |
| 2004      | 日本ハム  | 19    | 0     | 0     | 0     | 0        | 1     | 0     | 0        | --          | 1.000 | 95    | 21.2     | 22       | 2           | 7        | 0     | 2        | 7        | 1     | 0        | 6     | 4        | 1.66     | 1.34    |
| 2005      | 巨人      | 7     | 0     | 0     | 0     | 0        | 0     | 0     | 0        | 0           | ----  | 37    | 7.1      | 15       | 1           | 1        | 0     | 0        | 5        | 0     | 0        | 8     | 8        | 9.82     | 2.18    |
| 通算：5年 | 通算：5年 | 146   | 7     | 0     | 0     | 0        | 12    | 7     | 9        | 0           | .632  | 894   | 211.0    | 194      | 19          | 82       | 1     | 17       | 117      | 7     | 0        | 86    | 78       | 3.33     | 1.31    |

### 記録
投手記録
- 初登板：2001年5月25日、対読売ジャイアンツ10回戦（阪神甲子園球場）、4回表から2番手で救援登板、2回1失点
- 初奪三振：同上、4回表に松井秀喜から空振り三振（振逃）
- 初先発・初勝利：2001年6月17日、対横浜ベイスターズ13回戦（阪神甲子園球場）、5回2失点
- 初セーブ：2003年3月28日、対西武ライオンズ1回戦（西武ドーム）、8回裏2死に3番手で救援登板・完了、1回1/3を1失点

打撃記録
- 初打点：2001年7月13日、対中日ドラゴンズ17回戦（阪神甲子園球場）、3回裏に山本昌から右犠飛
- 初安打：2001年9月29日、対中日ドラゴンズ27回戦（ナゴヤドーム）、2回表に野口茂樹から中前安打

### 背番号
- 49 （2001年 - 2002年）
- 17 （2003年 - 2005年途中）
- 59 （2005年途中 - 2006年）